# Vlastimil Tomášek
Vlastimil Tomášek (ur. 13 marca 1949) – czechosłowacki kierowca wyścigowy.

## Kariera
W 1976 roku został mistrzem Czechosłowacji w klasie A2. W 1978 roku zdobył Puchar Pokoju i Przyjaźni. Osiągnięcie to powtórzył rok później po wygranych w Toruniu i Moście, ponadto został mistrzem Czechosłowacji w górskich i płaskich wyścigach samochodów turystycznych. Wygrał także wyścig Ecce Homo. W 1981 roku zdobył drugie miejsce w klasyfikacji Pucharu Pokoju i Przyjaźni, wygrywając w Hawierzowie i Albenie. Został ponadto wówczas mistrzem Czechosłowacji w klasie A do 1600 cm³. W sezonie 1982 wygrał trzy wyścigi i po raz trzeci zdobył Puchar Pokoju i Przyjaźni, obronił również mistrzostwo Czechosłowacji. W 1983 roku był wicemistrzem Czech. W roku 1984 zdobył mistrzostwo Czech, ścigając się Ładą. W tym samym roku wygrał trzy wyścigi i zdobył kolejny Puchar Pokoju i Przyjaźni. Osiągnięcie to powtórzył w latach 1985 (pięć zwycięstw) i 1986 (jedna wygrana). W 1990 roku zdobył wicemistrzostwo.